# Damon Minchella
Damon Minchella (* 1. Juni 1969 in Liverpool) ist ein britischer Bassist und Songschreiber. Gemeinsam mit dem Gitarristen Steve Cradock spielte er mehrere Jahre live und als Studiomusiker für Paul Weller, bis die beiden 1992 mit Ocean Colour Scene ihre eigene Band gründeten. Nach Streitigkeiten verließ Minchella Ocean Colour Scene 2003. Für The Who spielte er bei deren Live-8-Auftritt im Londoner Hyde Park 2005. Zurzeit ist er Mitglied der Supergroup The Players, mit der er zwei Alben veröffentlichte.